# Manumera
Manumera ist ein osttimoresischer Suco im Verwaltungsamt Turiscai (Gemeinde Manufahi).

## Geographie
Vor der Gebietsreform 2015 hatte Manumera eine Fläche von 8,55 km². Nun sind es 7,94 km². Der Suco liegt im Nordwesten des Verwaltungsamts Turiscai. Nördlich befindet sich der Suco Caimauc, östlich der Suco Liurai, südlich der Suco Beremana und südwestlich der Suco Aitemua. Im Osten grenzt Manumera an das zur Gemeinde Ainaro gehörende Verwaltungsamt Maubisse mit seinen Sucos Manelobas und Maulau. Die Grenze zu Aitemua bildet der Fluss Carbou und im Osten entspringt ein weiterer Quellfluss des Sui. Die Flüsse gehören zum System des Caraulun.
Von Westen her kommt die Überlandstraße vom Ort Maubisse. Sie endet im Ort Turiscai an der Nordgrenze des Sucos Manumera. Südlich von Turiscai liegt der Ort Toilero (Toileru), südöstlich Faturedalau (Faturedelau) und nordöstlich Assumata (Acumata). Im Nordosten von Manumera liegt das Dorf Cotalaulara (Cotalaulora, Kotalaura), im Nordwesten Hautei. In Turiscai gibt es die Kirche Nossa Senhora de Fatima, eine Grundschule (Escola Primaria Manumera/Maulahulu), eine prä-sekundäre Schule, einen Hubschrauberlandeplatz und ein kommunales Gesundheitszentrum. Eine weitere Grundschule gibt es in Cotalaulara.
Im Suco befinden sich die vier Aldeias Assumata, Cotalaulara, Faturedalau und Toilero.

## Einwohner

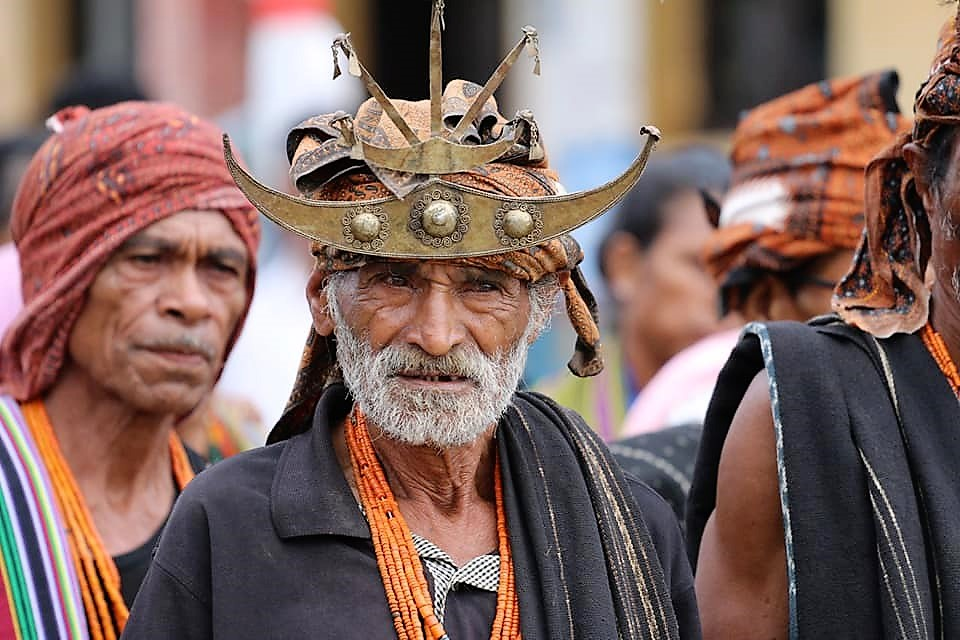
Einwohner mit Kaibauk

Im Suco leben 1.857 Einwohner (2022), davon sind 956 Männer und 901 Frauen. Im Suco gibt es 304 Haushalte. Über 51 % der Einwohner geben Tetum Prasa als ihre Muttersprache an. Knapp 45 % sprechen Mambai, weniger als 1 % jeweils Idaté und Idalaka und kleine Minderheiten Adabe und Galoli.

## Geschichte
In der Amtszeit von Gouverneur Luís Augusto de Almeida Macedo (1856–1859) rebellierte das Reich von Manumera gegen die portugiesische Kolonialmacht. Angesichts des notorischen Geldmangels der Kolonie sah sich der Gouverneur gezwungen, das Geld, das zur Entlohnung der Offiziere und Angestellten vorgesehen war, zum Kauf von Waffen, Munition und Ausrüstung zum Kampf gegen Manumera zu verwenden.
1979 flohen Timoresen vor indonesischen Angriffen auf Alas und Fatuberlio in das bereits von den Indonesiern besetzte Turiscai. Hier starben 120 Menschen an Hunger und Krankheiten. Ende 1979 gab es beim Ort Turiscai ein indonesisches Lager für Osttimoresen, die zur besseren Kontrolle von den Besatzern umgesiedelt werden sollten. Hier wurden auch die ehemaligen Bewohner der Widerstandsbasis (base de apoio) des Sektors Centro Sul interniert. Sie stammten aus Turiscai, Fatuberlio, Maubisse und Dili.
Nach einem Angriff von FALINTIL-Kämpfern auf das Subdistrikthauptquartier von Alas der indonesischen Armee am 9. November 1998 reagierten die Indonesier mit einer Vergeltungsaktion gegen Zivilisten in der Umgebung und brannten die Häuser von jenen ab, die sie für Unabhängigkeitsunterstützer hielten, so auch in Manumera.

## Politik
Bei den Wahlen von 2004/2005 wurde Raimundo de Jesus zum Chefe de Suco gewählt. Bei den Wahlen 2009 gewann Martinho Rodrigues und 2016 Isabel de Jesus.